# Jezioro Gorzyńskie
Jezioro Gorzyńskie – jezioro w woj. wielkopolskim, w powiecie międzychodzkim, w gminie Międzychód, we wsi Gorzyń, leżące na terenie Pojezierza Poznańskiego.
Jest jeziorem typu rynnowego, pierwszym w ciągu 3 takich zbiorników wodnych, leżącym między wsiami Gorzyń i Muchocin. Największe jezioro gminy Międzychód.

## Dane morfometryczne
Akwen rozciąga się na długości 1350 m oraz szerokości 940 m. Powierzchnia zwierciadła wody według różnych źródeł wynosi od 74,0 ha przez 76,2 ha lub 78 ha bądź 81 ha do 85,59 ha.
Zwierciadło wody położone jest na wysokości 44,4 m n.p.m. lub 45 m n.p.m. Średnia głębokość jeziora wynosi 17,3 m, natomiast głębokość maksymalna 34 m lub 35,0 m. Linia brzegowa  rozwinięta, brzegi dość wysokie, częściowo zalesione. W części środkowej wydłużona wyspa długości ok. 90 m.
Od południa do jeziora wpływa ciek wodny z odległego o 5 km Jeziora Dormowskiego Małego. Odpływ z jeziora na zachód, do Warty, przez jeziora Wiejskie (Gorzyckie) i Tuczno.
Na wschodnim brzegu, we wsi Gorzyń, niewielka piaszczysta plaża i kąpielisko.
W oparciu o badania przeprowadzone w 1997 roku wody jeziora zaliczono do III klasy czystości. W roku 2006 jezioro zaliczono do II klasy czystości i II kategorii podatności na degradację.